# Свети Архангел Михаил (Цалапица)
„Свети Архангел Михаил“е източноправославен християнски храм в село Цалапица, община Родопи, област Пловдив, България, Пловдивска духовна околия, Пловдивска епархия на Българската православна църква – Българска патриаршия

## История
Храмът е построен през 1847 година, като е осветен на 18 март 1883 година (юлиански календар) от митрополит Панарет Пловдивски. На мястото на църквата, както и около нея се е намирало едно от гробищата на селото, използвано до 80-те години на XIX век. След освещаването на храма, и вече въведените политики за урбанизация на населените места в Османската империя по западен образец, които забраняват гробищните паркове да се разполагат в църковни дворове и в рамките на населените места, гробището спира да се използва и с годините е изоставено. Така строежът на църквата дава възможност на хората да строят нови къщи около нея, въпреки че е имало гробищен парк. Според разкази на възрастни жители на селото храмът е кръстен „Свети Архангел Михаил“ именно заради старото място за покой на мъртвите, тъй като според християнското предание Михаил е архангелът, вземащ душите на умрелите.

## Архитектура
Изградена изцяло от камък, от основите до покрива. Представлява внушителна, трикорабна псевдобазилика без купол. Причината да е по-голям по размери вероятно е в резултат на по-либералните политики на  султан Абдул Меджид I, който започва първите опити за модернизация на империята. Има общо десет колони, като над всяка има медальони с образи на апостолите. Всички стени включително и олтарът, са изографисани със запазени стенописи. Няма информация сградата да пострадала от земетресения. Храмът е изписан от зограф Георги Кръстевич, от Тревненската иконописна школа. По-късно през XX век е изградена камбанария.